# 圍方

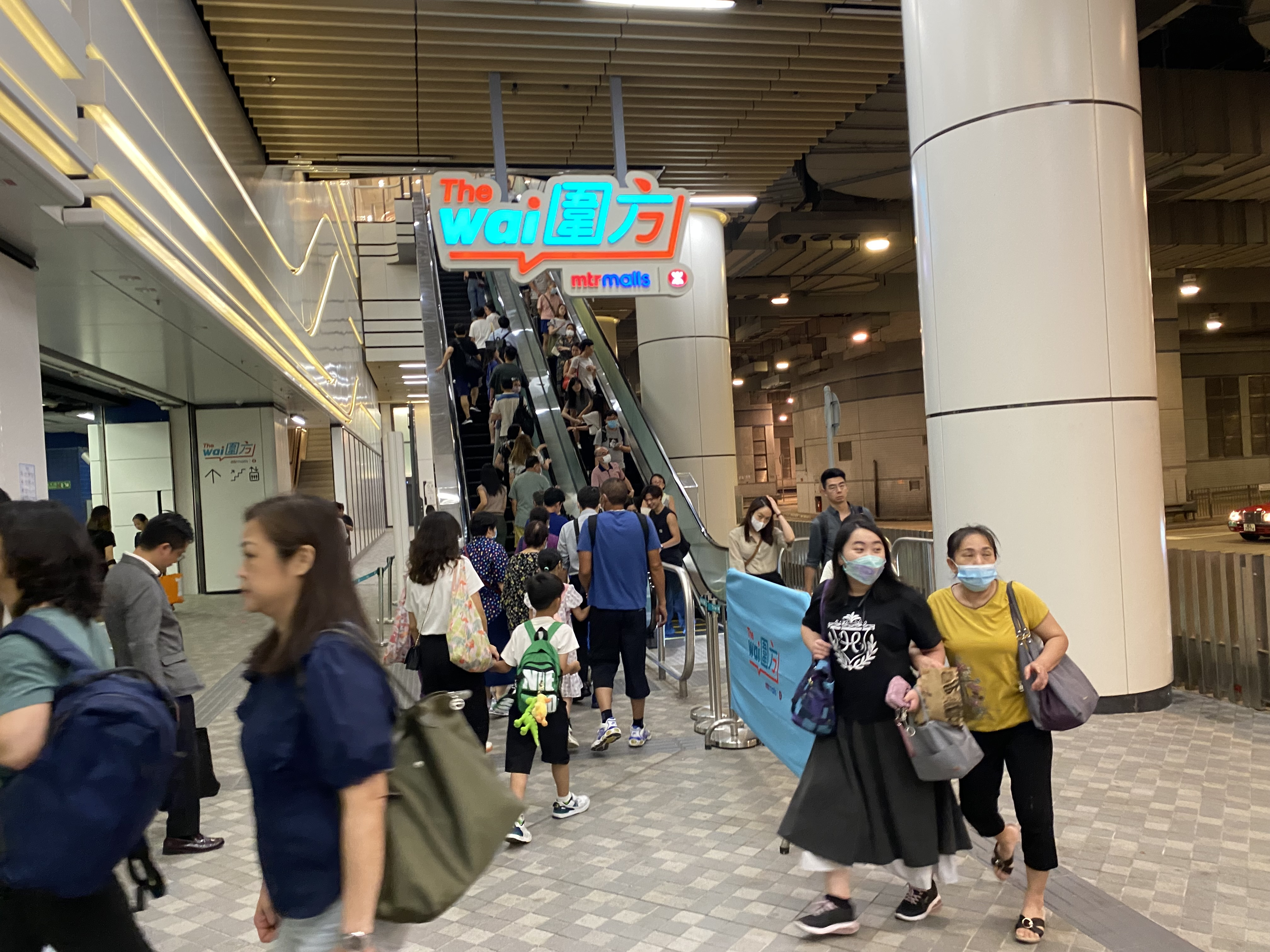
商場位於大圍站公共運輸交匯處的出入口

圍方（英語：The Wai），為港鐵公司旗下商場，位於香港新界沙田區大圍車公廟路18號，屬港鐵大圍站上蓋住宅項目柏傲莊的基座，於2023年7月22日中午12時試業，同年12月正式開幕。

## 設計

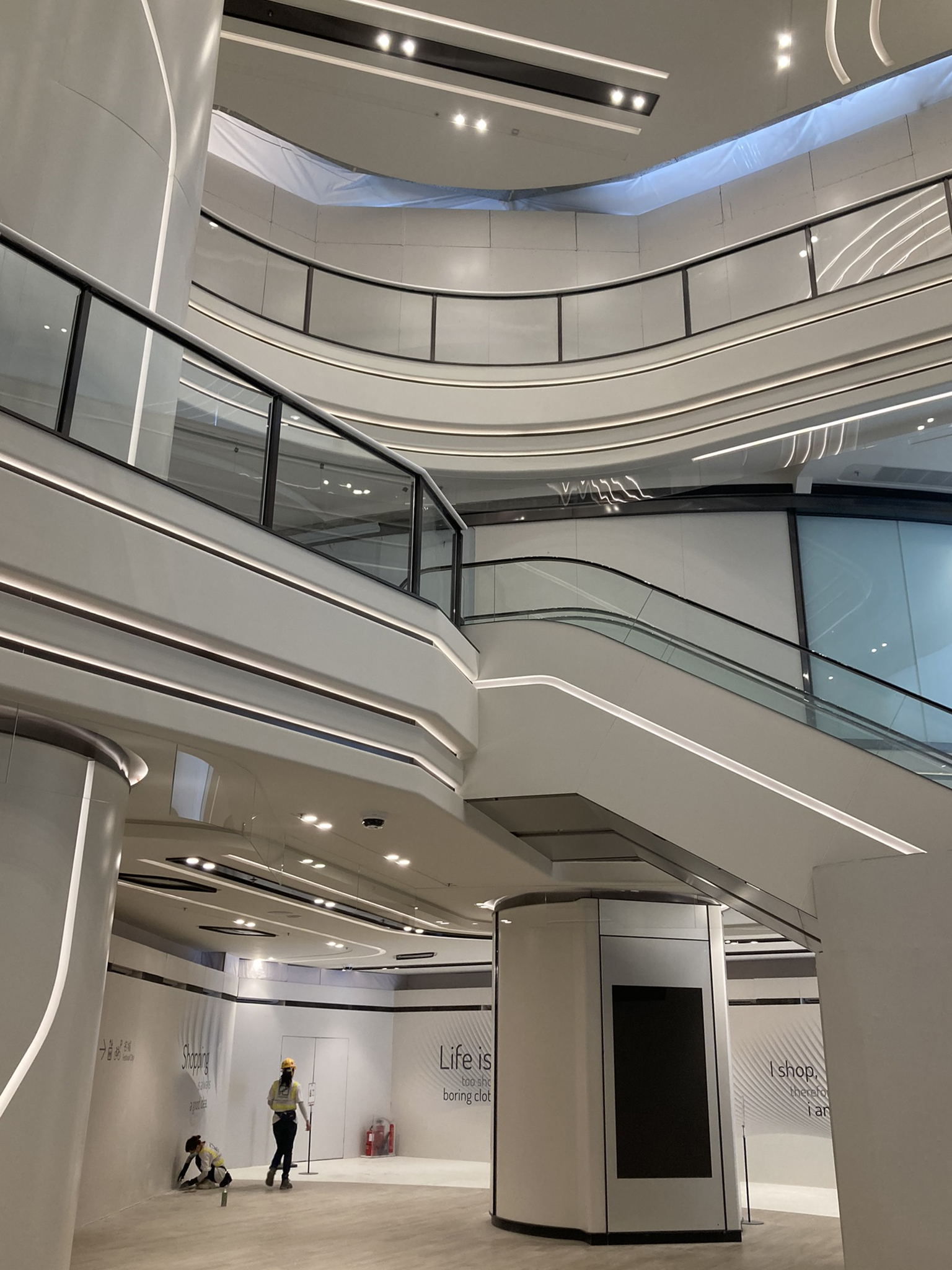
商場西面中庭

商場總樓面面積達65萬平方呎，外牆設計與新世界發展旗下的商場K11 MUSEA相近，大量採用石材和綠化設計。而場內裝修由巴馬丹拿集團（P&T Group）負責設計，以白色為主調，設計元素與新城市廣場第三期相近。戶外2樓至4樓設平台花園，合共約8萬平方呎，並規劃作寵物公園。花園設寵物優先停泊位、寵物專用廁所及垃圾桶。根據公契文件，場內設多個中庭，其中2樓有5000呎的表演場地，而4至5樓設6間影院和另一個中庭。而商場地下至5樓多個位置設24小時行人通道，其中連接地下至2樓往「八爪魚天橋」的通道在2022年12月23日對外開放。而2樓和3樓設行人天橋分別連接新翠邨五育中學和住宅名城。
停車場設有390個車位和39個電單車位，商場1樓設有1.3萬平方呎單車停車場，提供330個單車停車位，為全港最大。單車停車場已經在2022年12月20日對外開放。

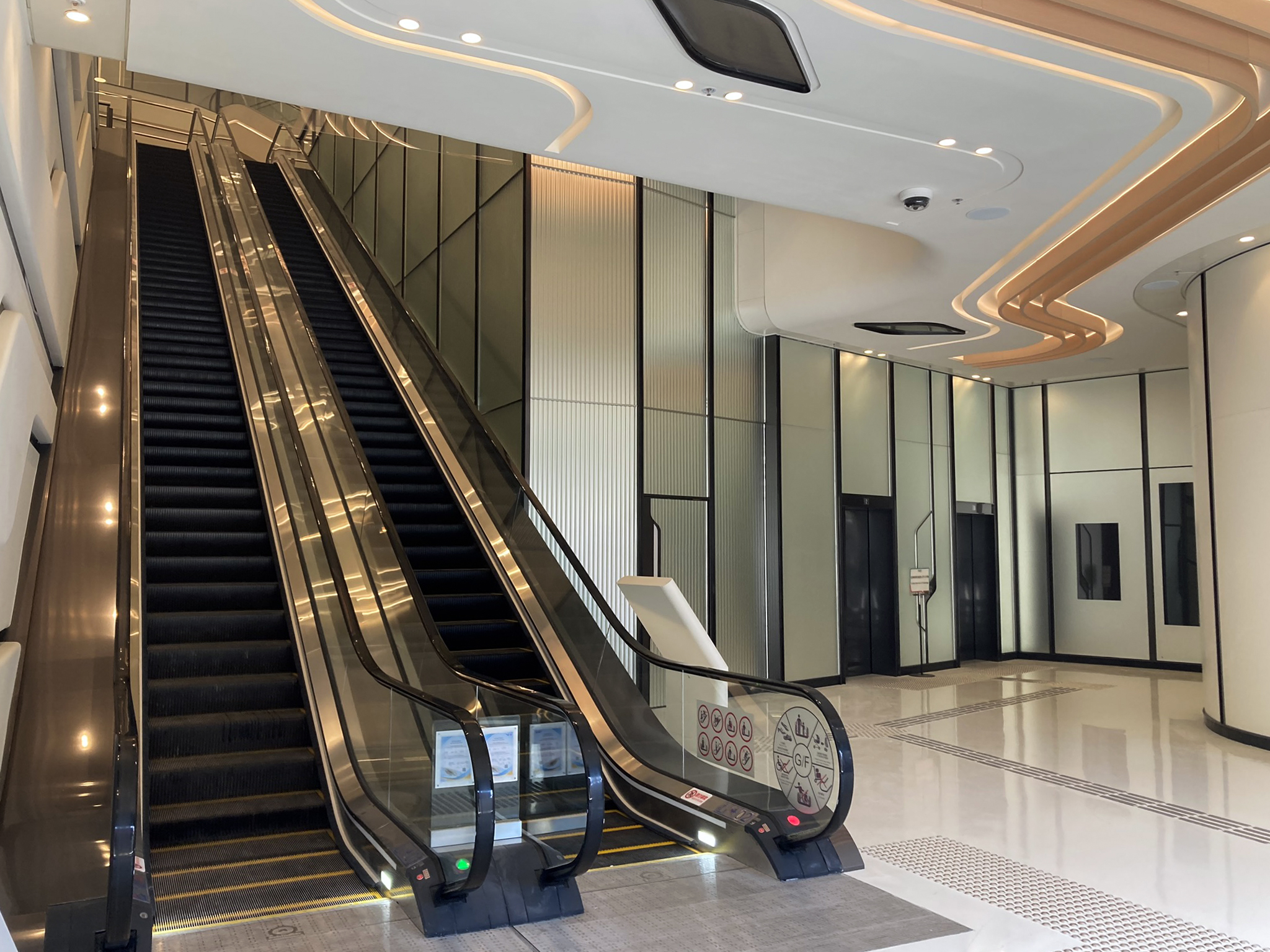
地下大堂
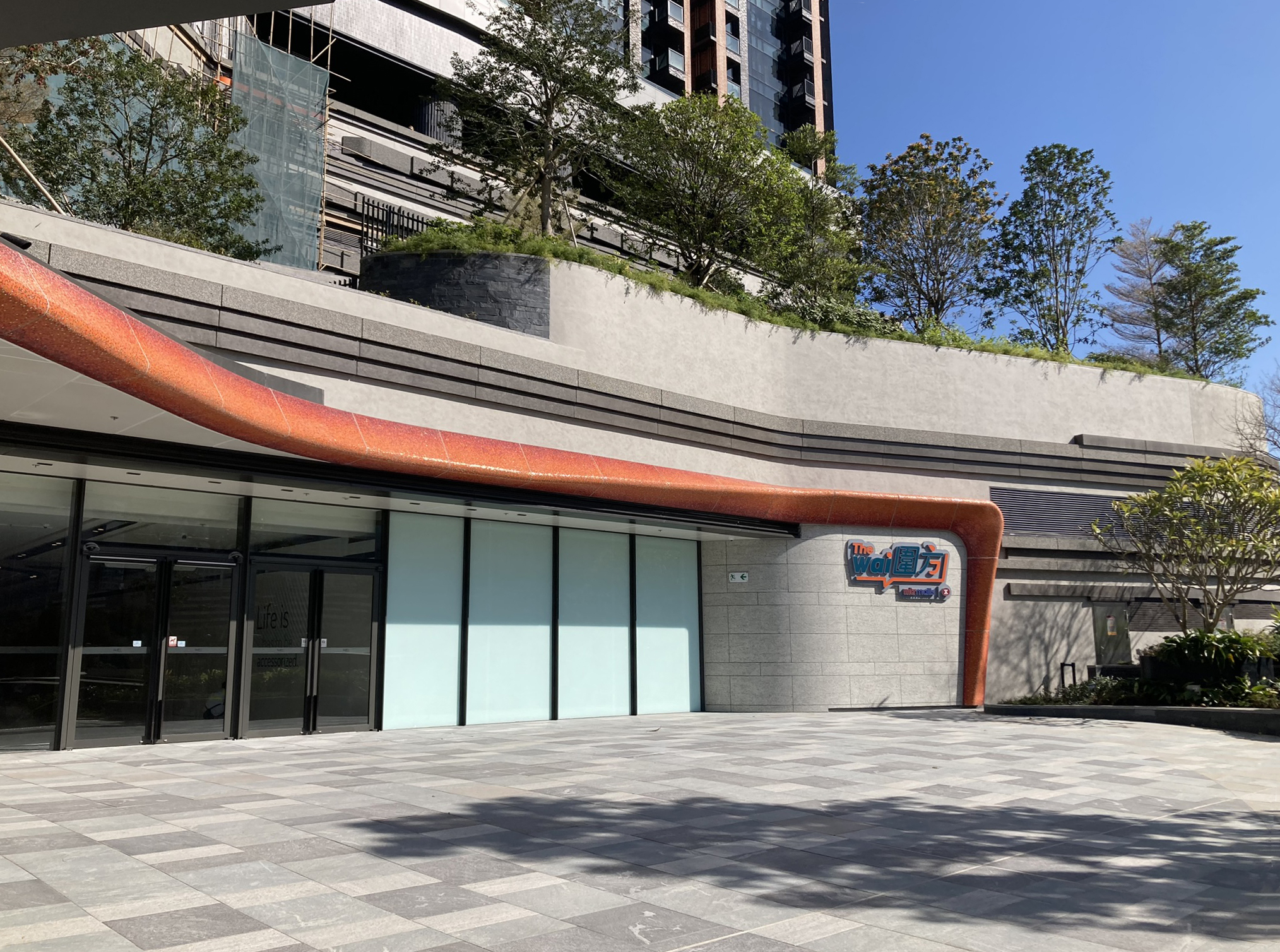
2樓平台連接「八爪魚天橋」的出入口
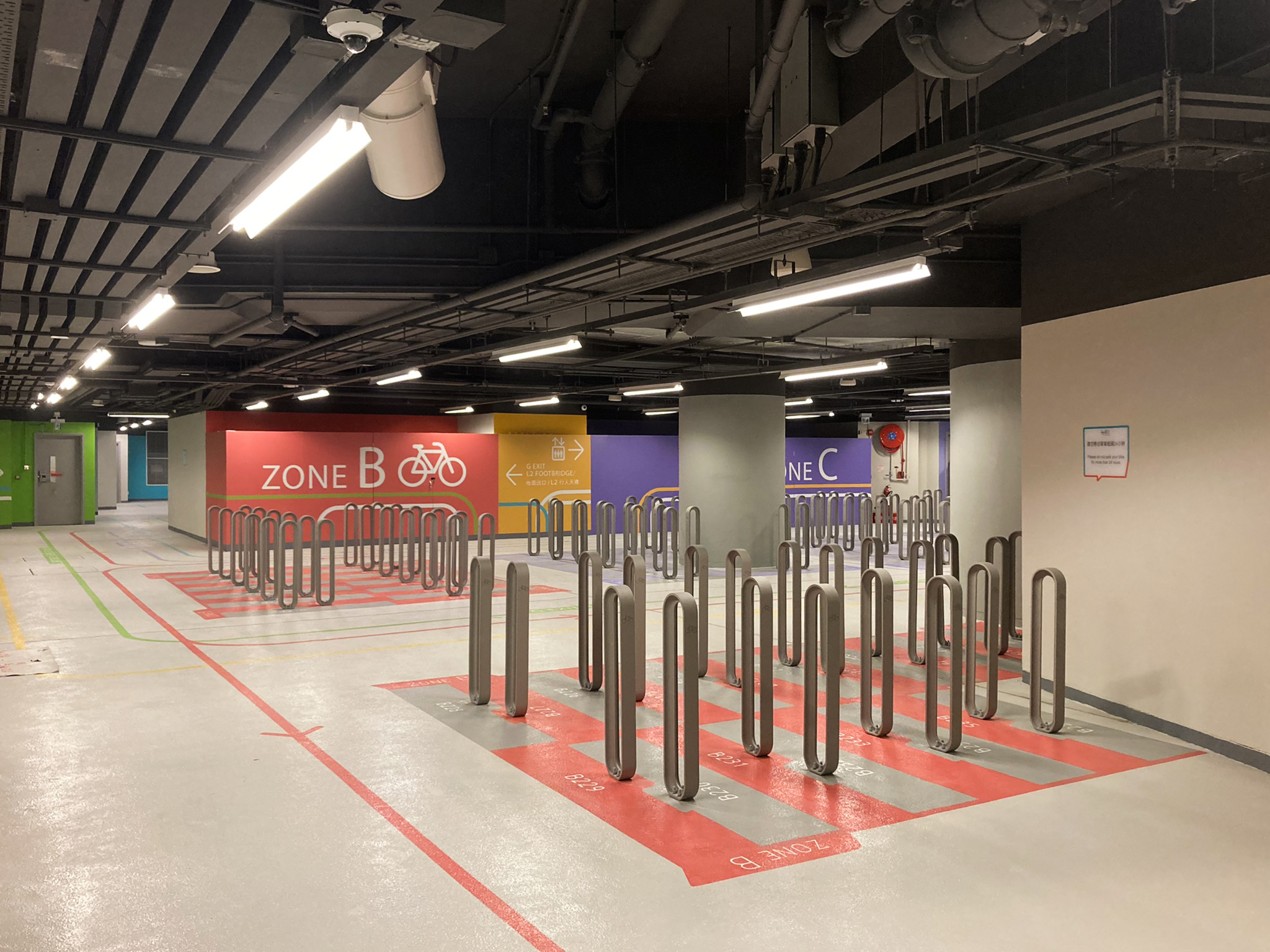
商場1樓設有1.3萬方呎單車停車場
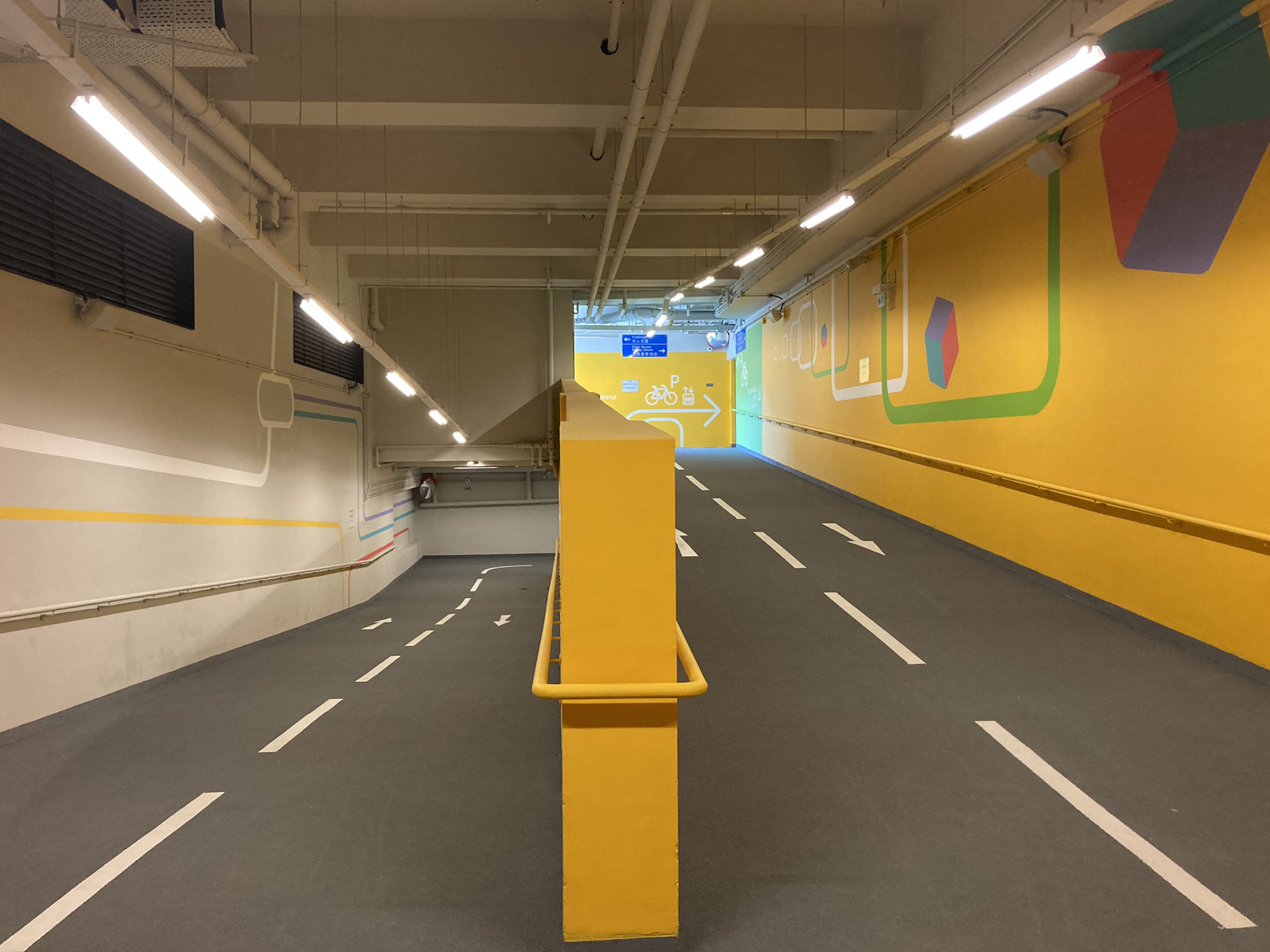
商場單車停車場車道，但其後加設告示表示只能「推單車」
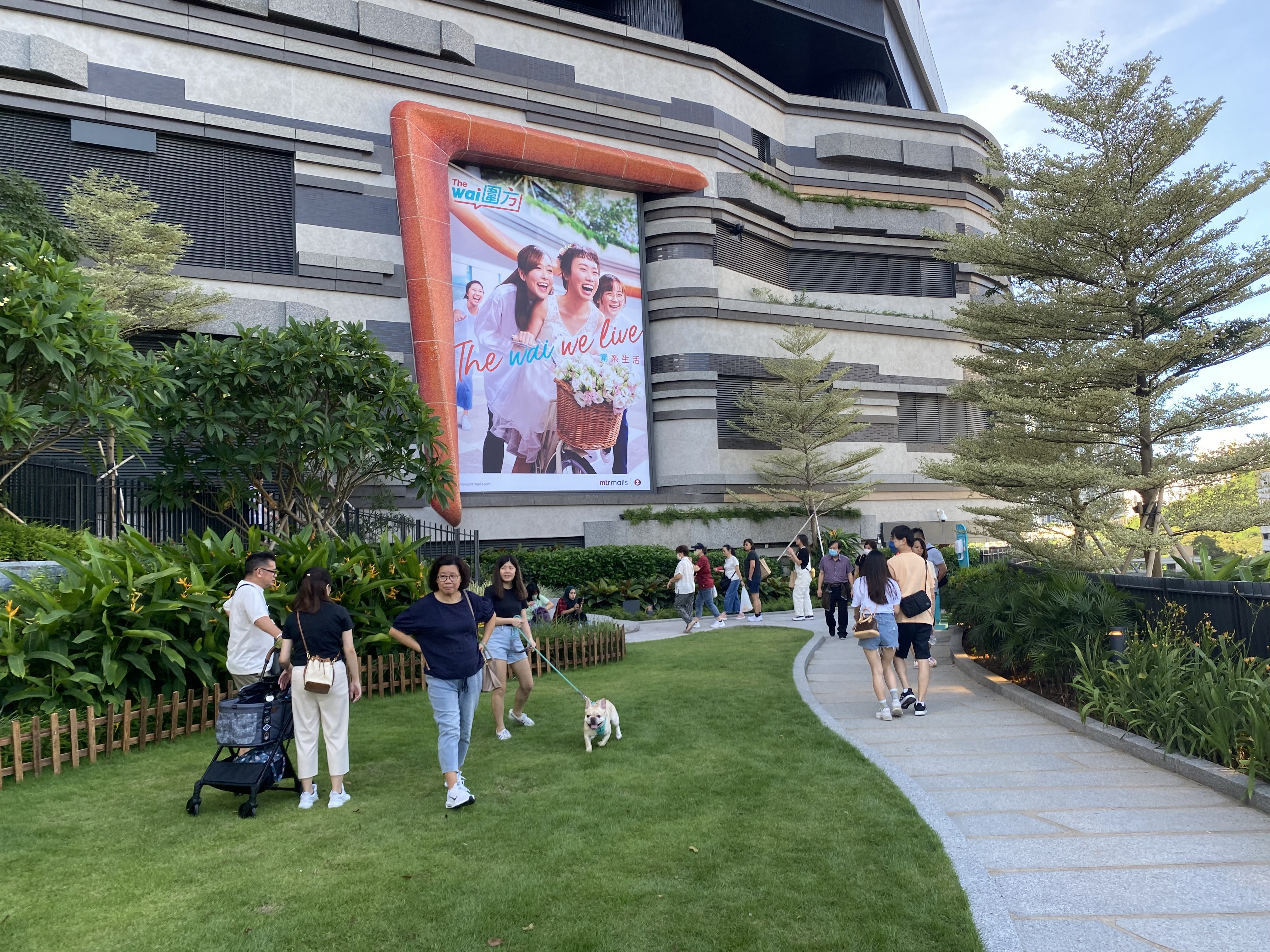
3樓近「八爪魚天橋」方向的平台花園，可讓寵物使用
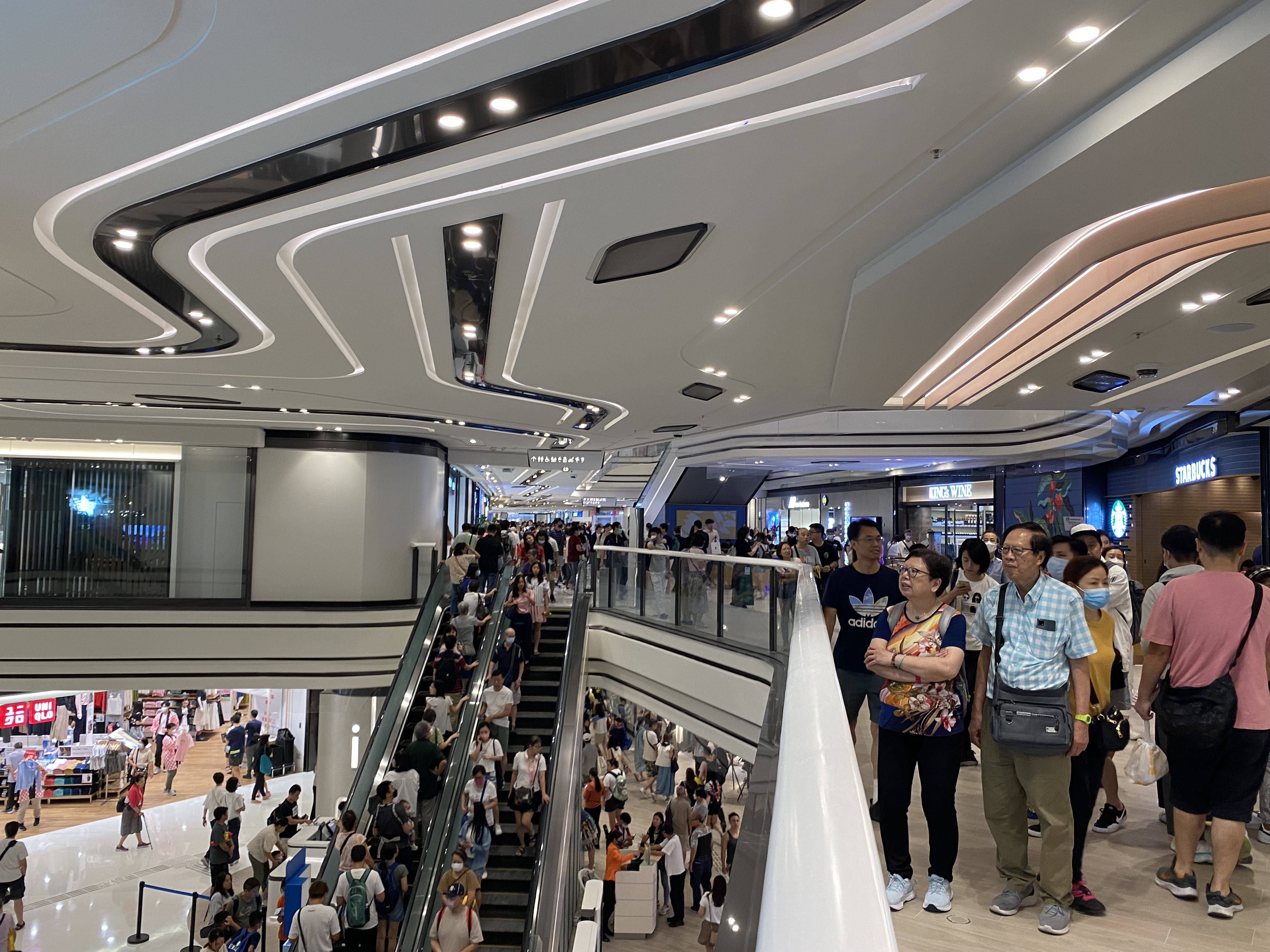
場內設多個中空設計
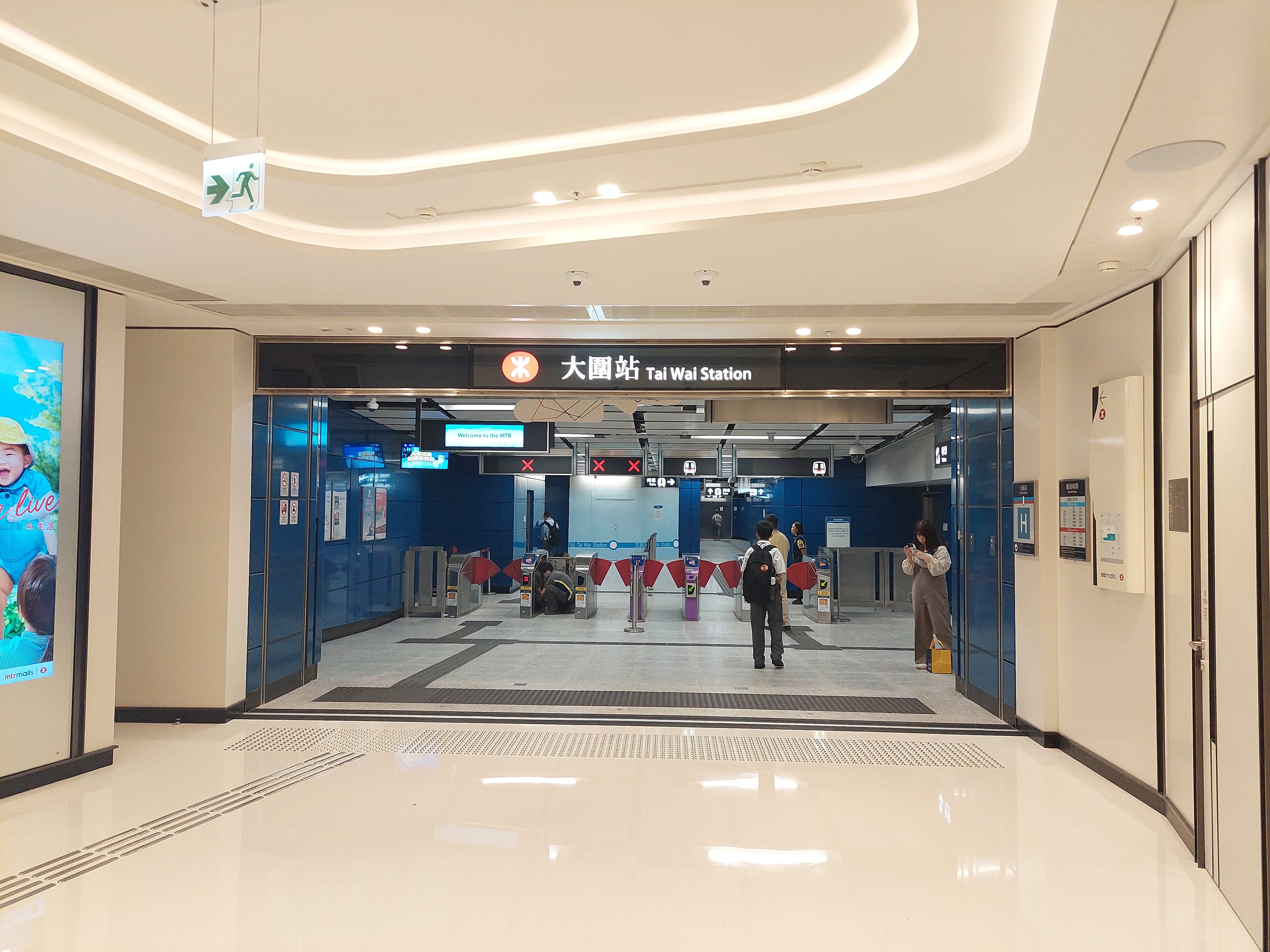
3樓連接大圍站H出口的出入口
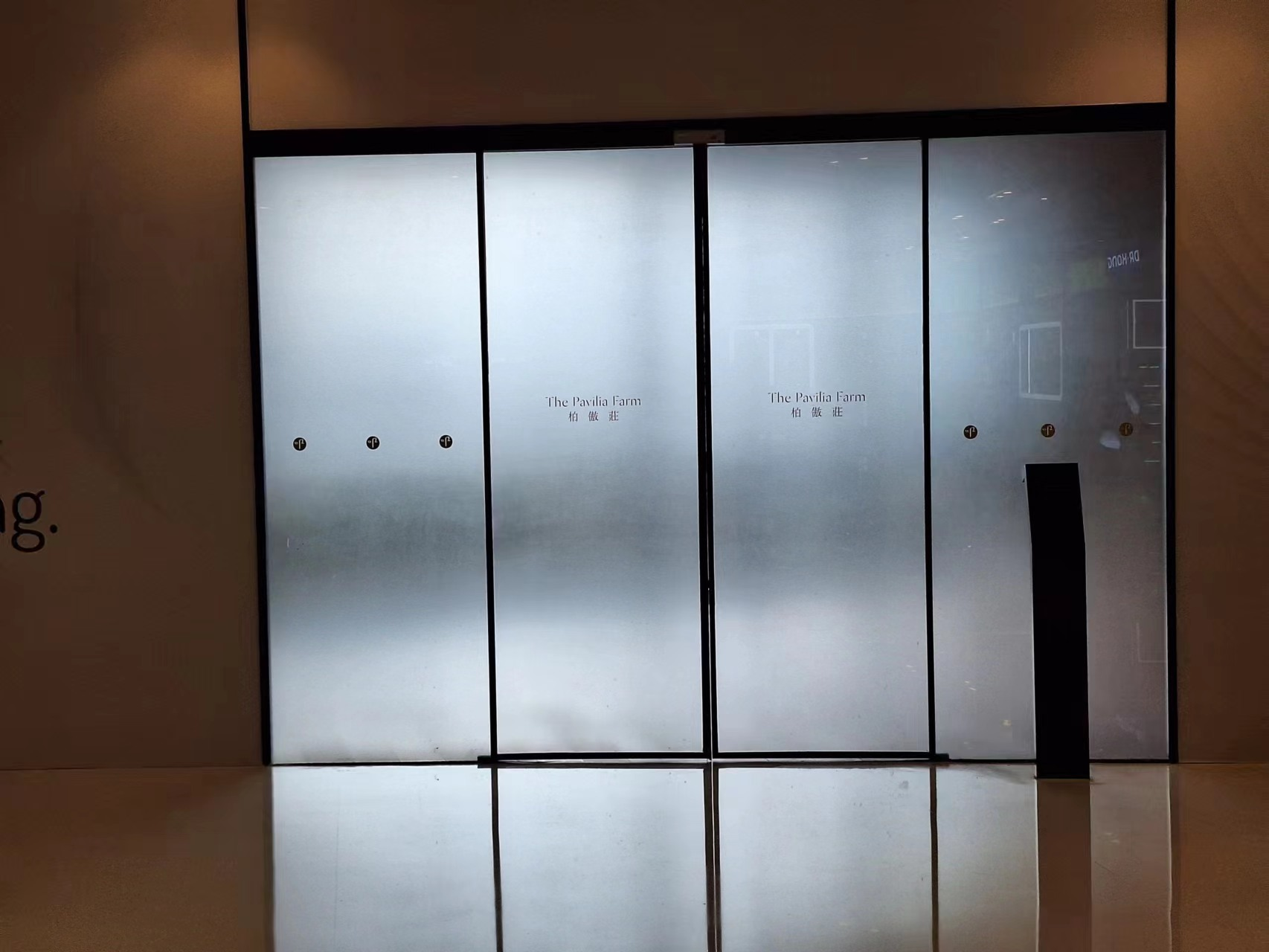
位於5樓的柏傲莊住宅入口

## 商場結構

### 地庫B3樓和B4樓
商場設有兩層地庫停車場提供390個車位和39個電單車位。其中地庫3樓部份位置為柏傲莊的住宅專用停車位。

### 地下和1樓
地下分為三個部分，分別位於美田路，大圍站公共交通交匯處和車公廟路。其中車公廟路出入口設有上落客區，而大圍站公共交通交匯處設扶手電梯和一部升降機通往大圍港鐵站B出口。
一樓設有1.3萬方呎單車停車場，提供330個單車停車位。另一部分為香港伍倫貢學院校舍入口，並需要從車公廟路停車場入口進入。

### 2樓
二樓租戶主要以鐘錶珠寶和時裝店為主，包括謝瑞麟、時間廊、六福珠寶、PANDORA、G2000、Global Work、UNIQLO和Lowrys Farm等。其他租戶包括面積逾11,000平方呎的無印良品、香港首間Mercedes-Benz Lab、莎莎、GODIVA、糧友パン工房、Pret A Manger和OK便利店等。餐廳包括agnès b. CAFÉ & FLEURISTE、Cafe Deco Pizzeria、地中海風味餐廳De Salsa by Reserva Iberica、日本料理“鳥十”和中菜食府“念月樓”。
同層設通道往住宅大堂，戶外設平台花園，並有通道分別連接「八爪魚天橋」和車公廟路。

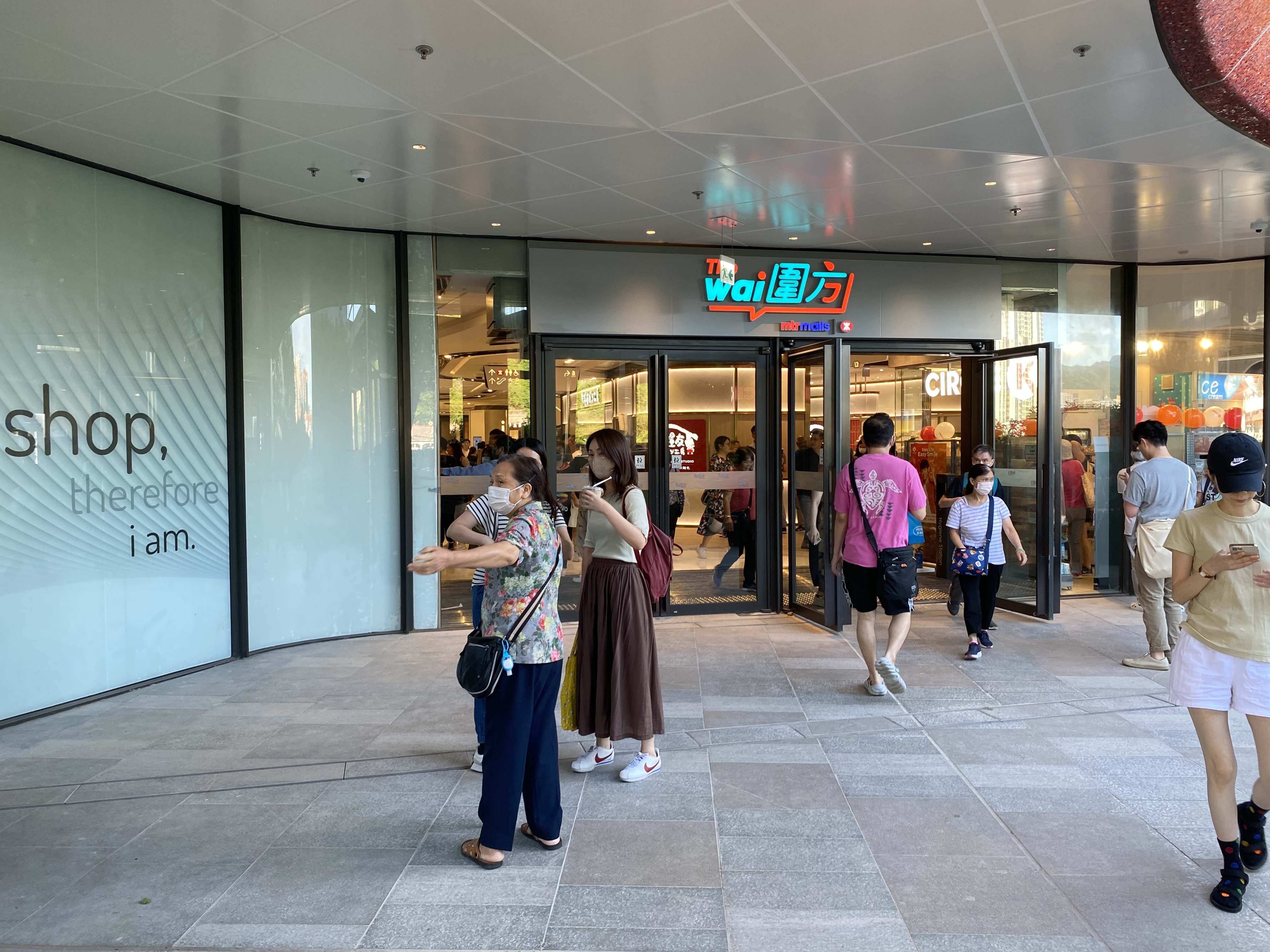
車公廟路商場入口
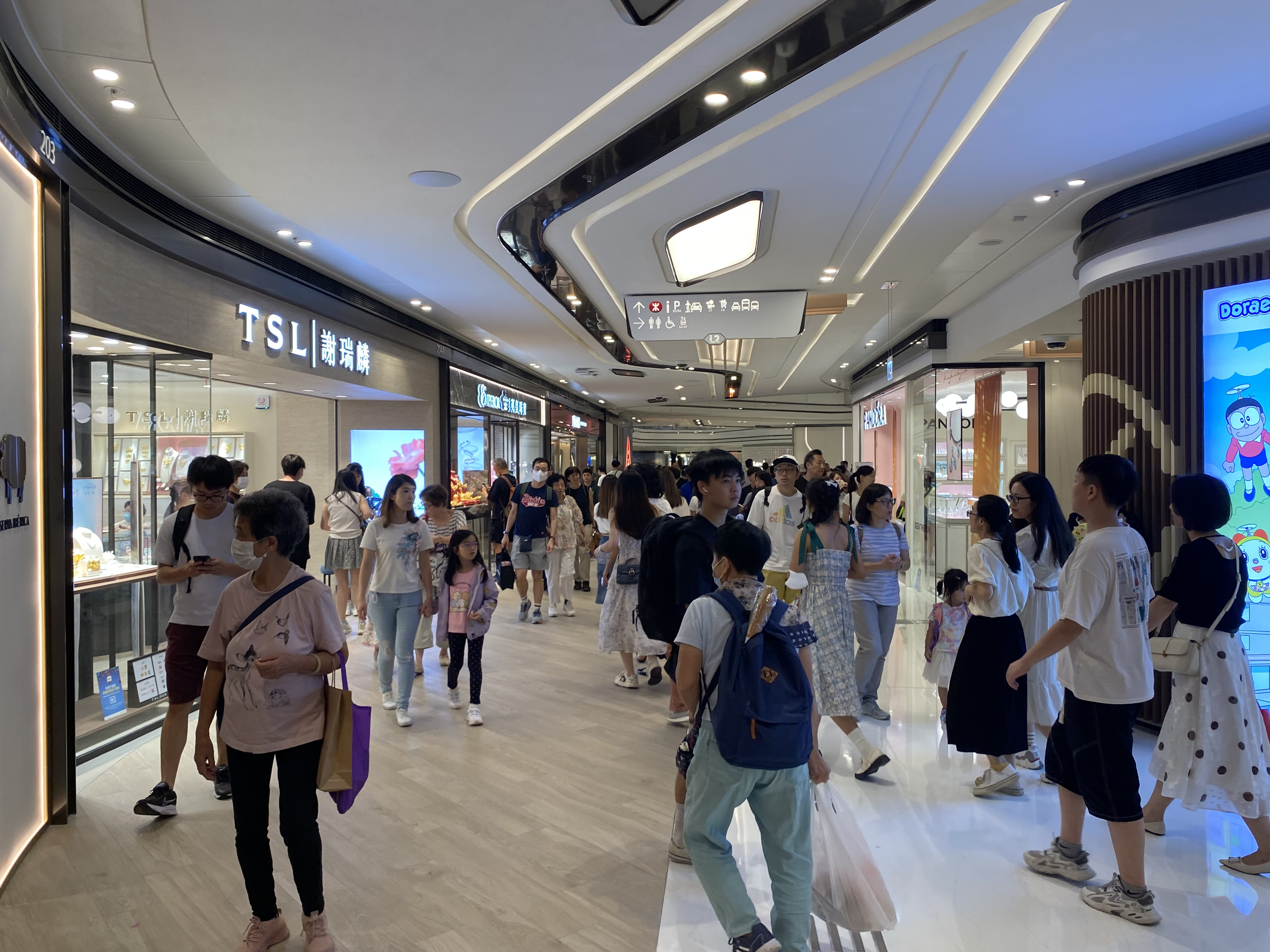
2樓鐘錶珠寶店
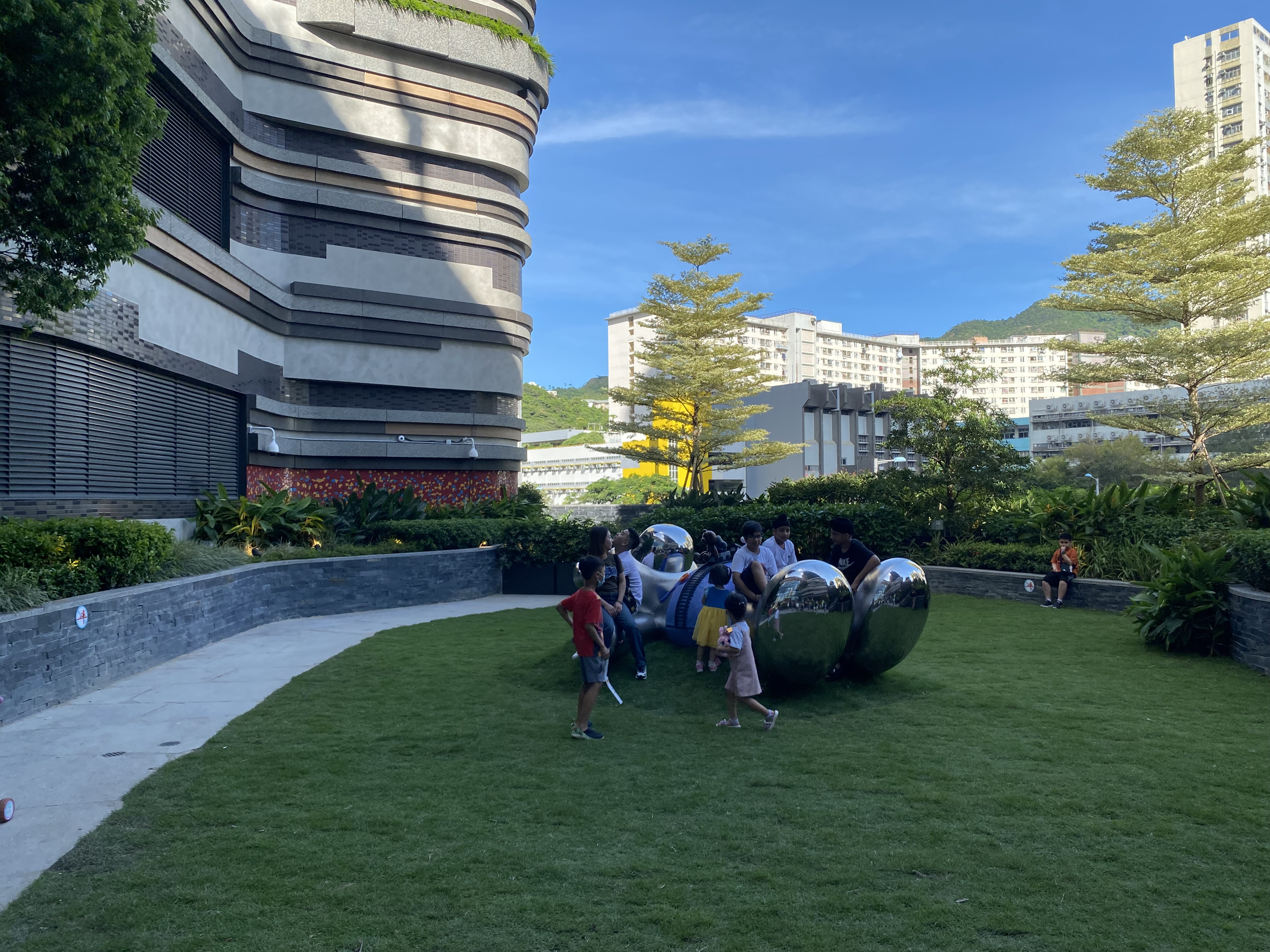
2樓平台花園

### 3樓
三樓租戶主要以運動品牌為主，包括李寧、NIKE、ADIDAS、FILA和Too Chill for Yoga等。其他租戶包括香港第三間「任天堂正規商品販賣店nsew」、港鐵設立零售品牌「LOUDER」、潮流玩物概念店IDEAS、萬寧、渣打銀行和帝醇酒莊。而佔地4,000呎的Under the Roof內設有「野田珈琲生豆專門店+焙煎」，髮廊「LOBBY by Hair Corner」和洋食甜品部「野甜屋」。
餐廳包括星加坡餐廳Chatterbox Cafe、御‧家上海、海鮮菜The Captain's House、Curator Art & Café、寵物友善餐廳MOOJOO Lifestyle Café、富臨集團旗下的韓國菜餐廳Galbi Gung。美心集團旗下的麵包店Paper Stone、千両和星巴克。
戶外設平台花園，分別在三個不同位置。
此外，三樓另設一條行人通道，接駁至新建的大圍站H出口，但該通道只能連接四樓，不能通往同層其他商舖。

### 4樓
四樓設多類型租戶，主要包括NAMCO、Tiny 微影、眼鏡88、玩具專門店Shumiya、Sanrio Gift Gate、嬰兒產品店Jakewell、眼鏡店Zoff、韓國化妝及護膚品牌TONYMOLY和日本美妝店Tokyo Lifestyle。同層亦設數間時裝店，包括BALENO和韓國女裝店Faith等。而四樓中庭旁設有大型超級市場MARKET PLACE、華御結和月餅店“皇玥”。而通往平台花園4C的兩旁設有和風按摩店“松 ‧ SUNG”、美容中心、牙科診所和匡喬醫療。
餐廳包括佔地3000多呎的連鎖咖啡店NOC、敏華冰廳、炙宴、芽莊越式料理，美心集團旗下的元氣壽司和燒肉LIKE及嚐高美集團旗下的牛氣/米泰餐廳。小吃店包括洪瑞珍、美心集團旗下的東海堂、蛋糕店Chateraise、Italian Tomato和零食物語。

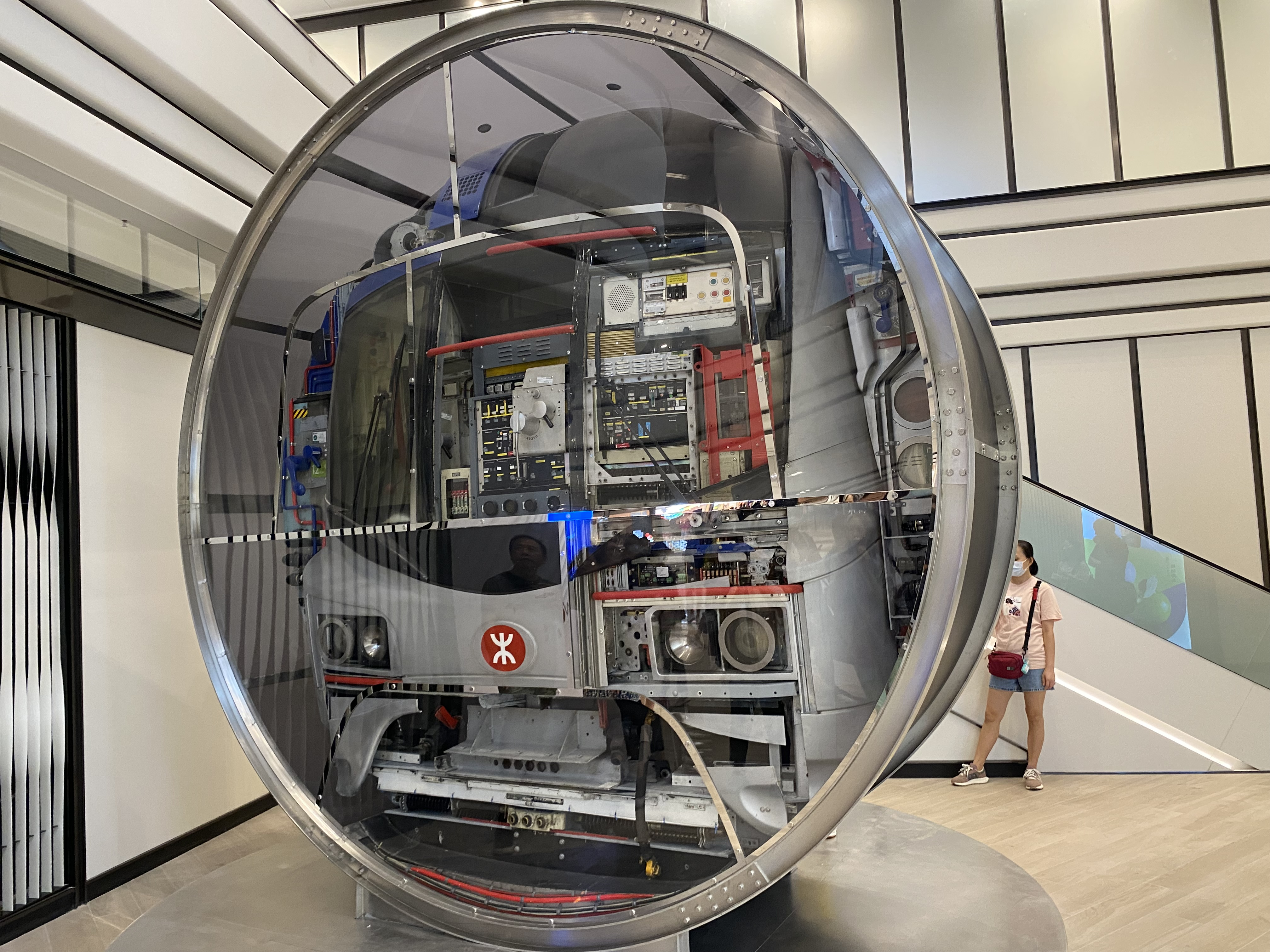
已退役列車車頭和組件結合而成的拼貼式藝術品，名為「重生」

戶外設平台花園，分別在兩個不同位置。而場內設兩個藝術品，靠近敏華冰廳設有一個噴出文字和圖案效果的水池，而近東海堂位置展出已退役東鐵綫中期翻新列車組件的拼貼式藝術品，名為「重生」。由中國藝術家鄭路創作。

### 5樓

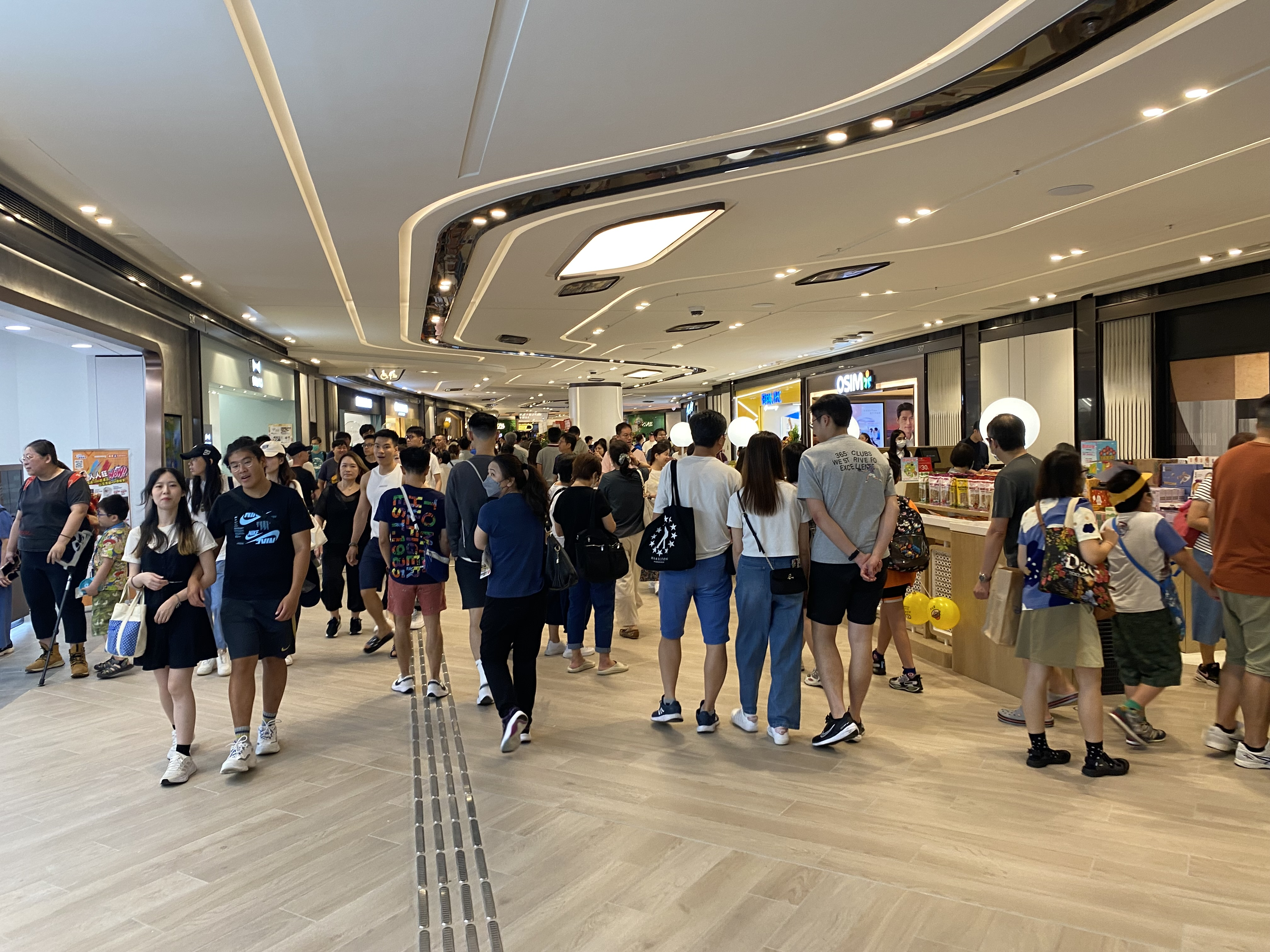
5樓通道

五樓租戶主要以生活，電器用品和電訊公司為主，通道較其他樓層寬落。主要租戶包括屈臣氏、日本城、優品360旗下的品牌Foodville、睡眠產品店Casablanca、健康鞋店Dr. Kong、拉夫寵物生活、⼩王⼦藝術、PanaShop樂聲牌專門店、豐澤、OSIM、中原電器、CSL和數碼通等。同層最大租戶為英皇戲院 Plus+，設有6間獨立影院，第二大租戶為奇趣天地。其他租戶包括佔地5000平方呎的誠品書店、“Hanjin 韓剪”和“BNZS - 紐西蘭專賣店”等。
餐廳包括“流口水重慶小麵”、來自日本名古屋，主打烏龍麵的“山本屋”、台北倆伴、美心集團旗下的美中‧鴨子／潮庭等。而靠近中庭位置設麥當勞和大家樂。
同層設兩個出入口分別往住宅大堂和住宅平台花園。

## 租戶
港鐵到2021年5月，在柏傲莊3期推售前才公佈初步資料，指出商場主打民生商戶，其中大型超市Market Place by Jasons佔地23,000平方呎，為全港最大。其他租戶包括UNIQLO、誠品書店、平治全新概念店 ─ Mercedes-Benz Lab、和風式按摩店“松 ‧ Sung Massage”、不同菜式的餐廳、大型酒樓、港鐵設立零售品牌「LOUDER」、面積逾11,000平方呎的無印良品、NAMCO、Sanrio、潮流玩物概念店IDEAS、任天堂正規商品販賣店nsew、藥房、銀行及大型零售店舖，最快2021年底或2022年初招租。到2022年3月中，港鐵表示預租率達15%，商場會在2023年分兩期開幕，視乎上蓋住宅項目柏傲莊III重建進度而定。
其中位於4至5樓的英皇戲院 Plus+，設有6間獨立影院，提供912個座位，同時是與「麗新集團MCL院線」共同建立。
到2023年7月，港鐵表示出租率達97%，餘下的3%大約一萬多平方呎商戶，港鐵公司物業及國際業務總監鄧智輝稱會聆聽居民意見後再決定出租予甚麼商戶。

## 商戶列表
- 餐飲食肆：https://www.thewaimall.com/tch/dining
- 購物指南：https://www.thewaimall.com/tch/shops

## 開幕

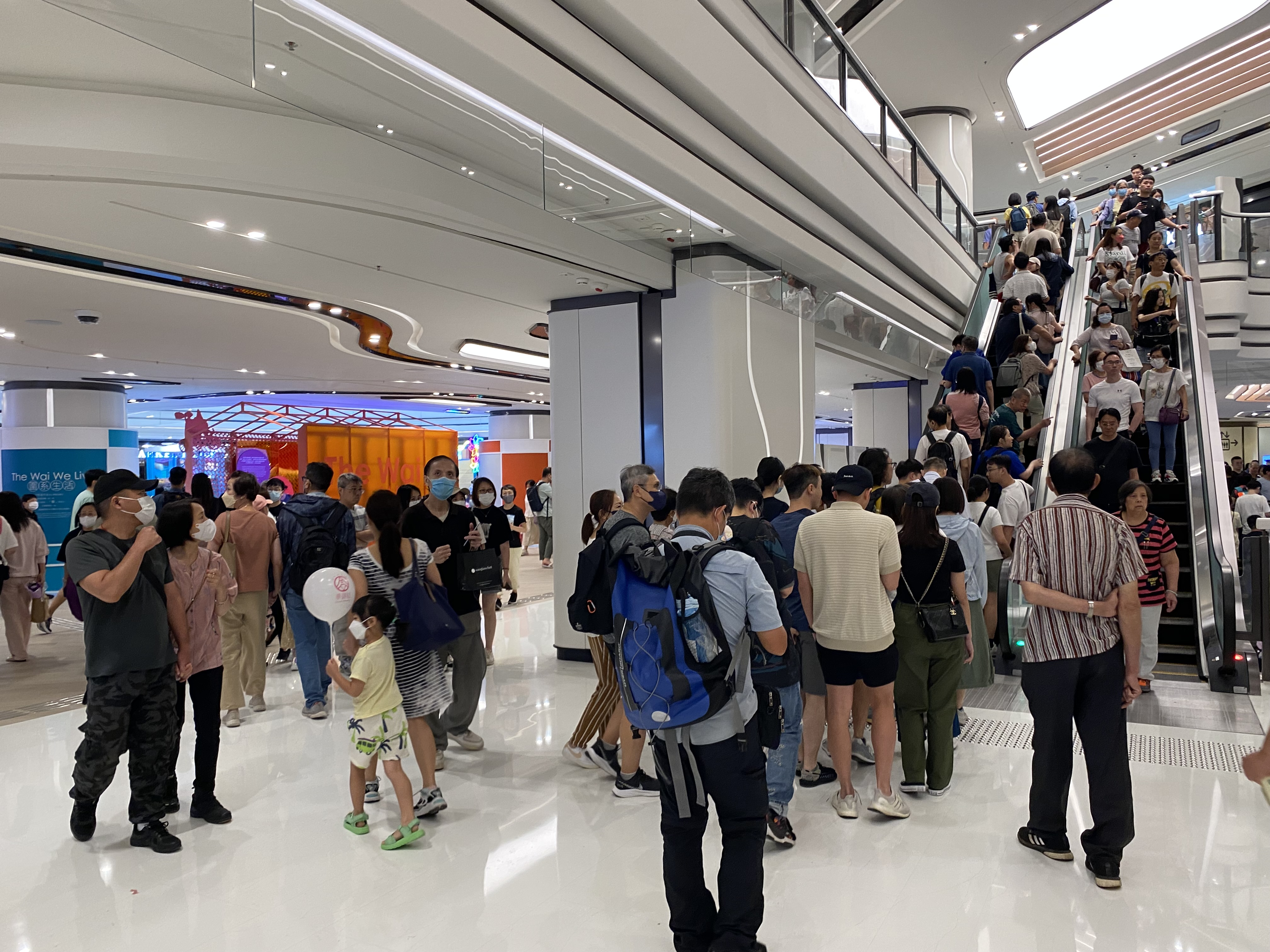
商場在2023年7月22日開放首日，吸引大批市民參觀

商場在2023年7月22日中午12時開業，商場開放前已經有大批市民等候。而開放後大圍站通往商場2樓的扶手電梯更出現六個鋪位長的人龍，有餐廳更出現輪候二百多張檯的情況。而獨立媒體的記者發現商場開業第二日（星期日）多個垃圾桶有滿瀉，地上擺放遊人飲用完的飲料及紙巾。網上更流傳片段，拍攝3樓平台花園出現老鼠，事後已經關閉。

## 爭議

### 名稱
港鐵物業及國際業務總監鄧智輝指「圍」字解作唯一中心點，而「方」字則希望讓公眾聯想到港鐵旗下位於九龍站上蓋的高級商場圓方。而英文名稱「The Wai」的讀法是以廣東話讀「Wai」的發音。名稱在2021年5月公佈後，不少網民質疑商場名稱「老套」及不明白，並列舉其它創意的名稱，包括「圍威喂」、「圍封」、「圍骰」、「圍城」及「哈佬圍」、「喂你好嗎」等。

### 清拆行人天橋出入口迫人入商場兜遠路

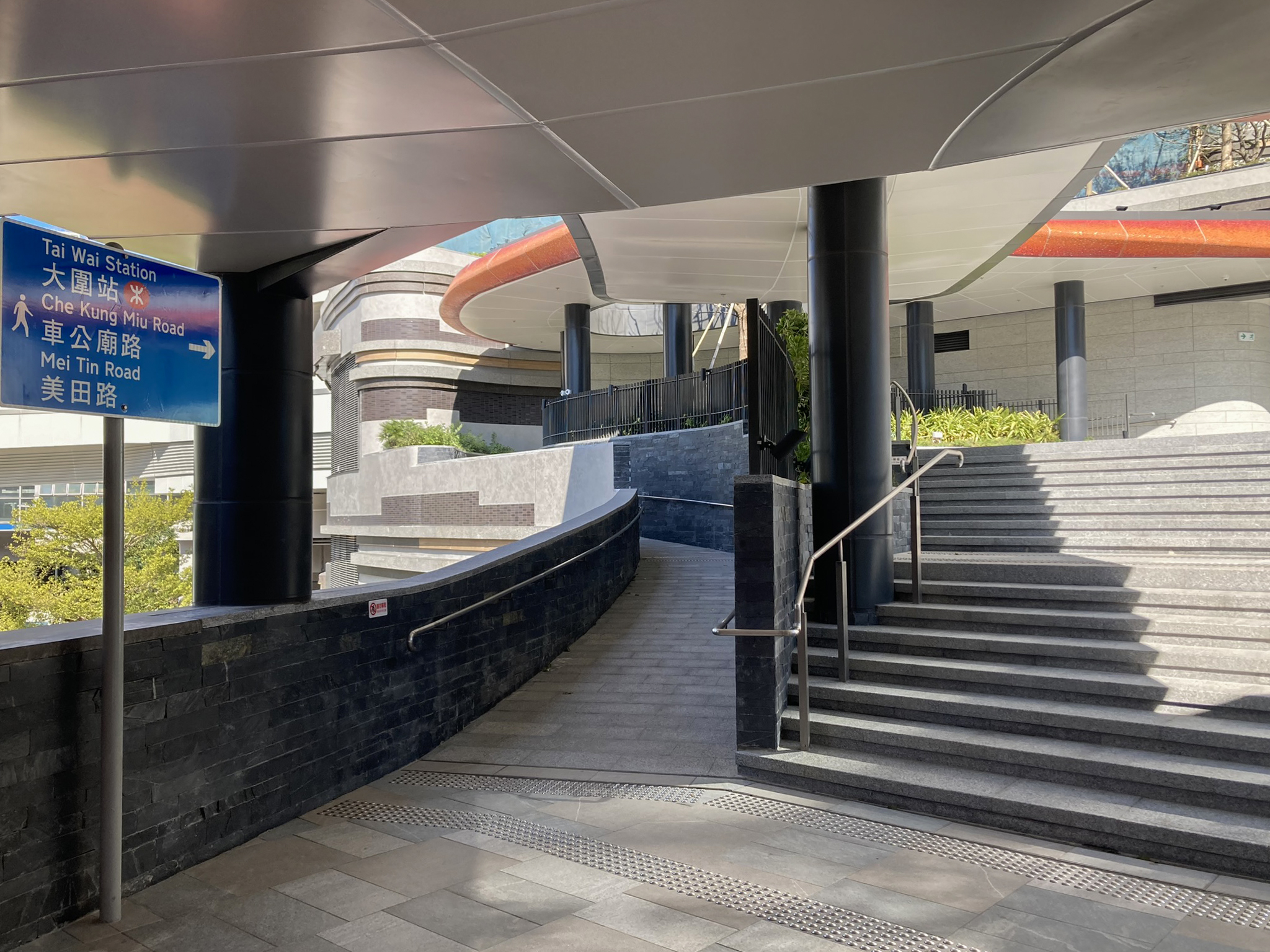
連接圍方商場和「八爪魚天橋」設16級樓梯

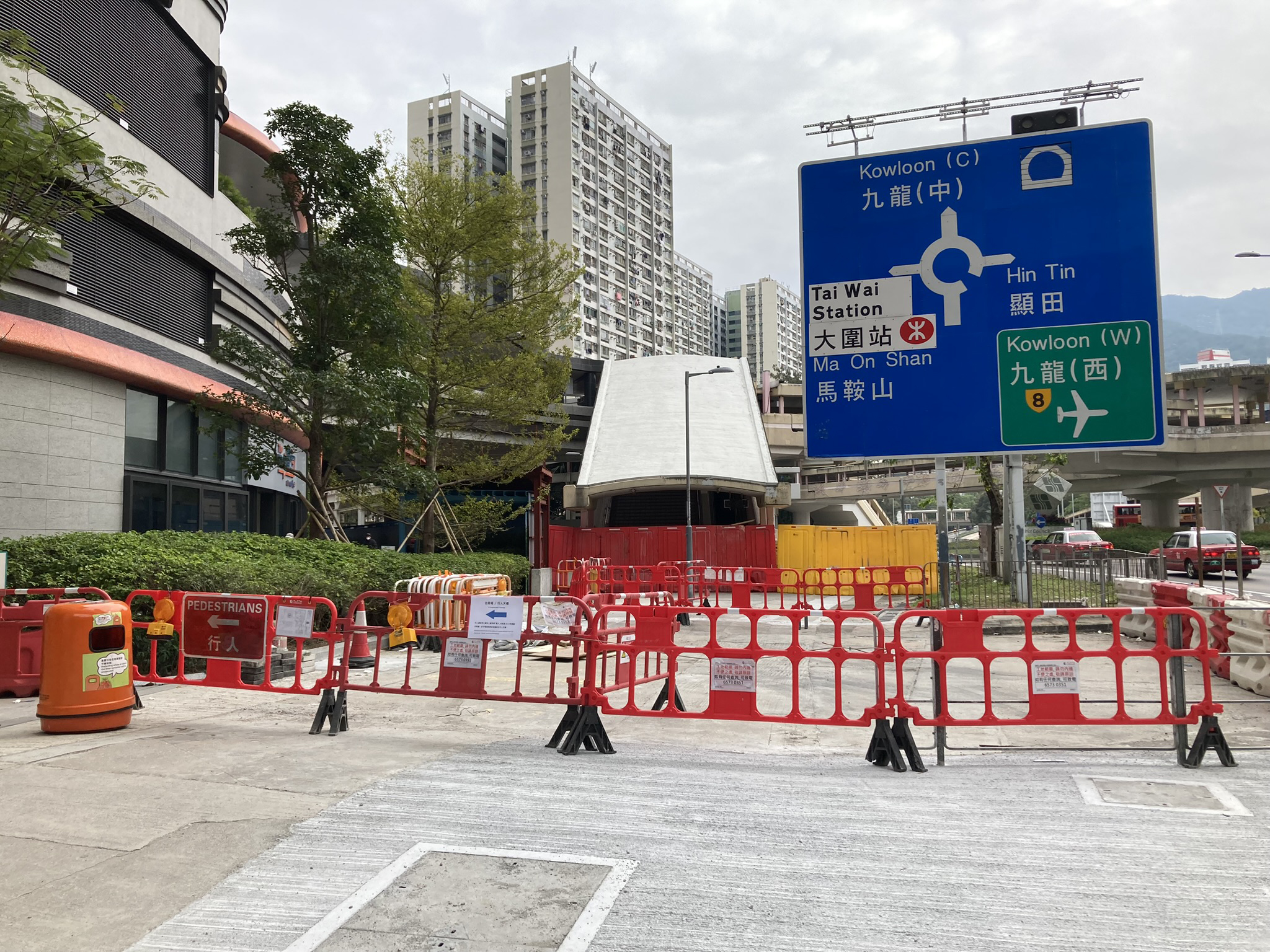
2023年1月，原有的天橋北翼正準備進行清拆工程

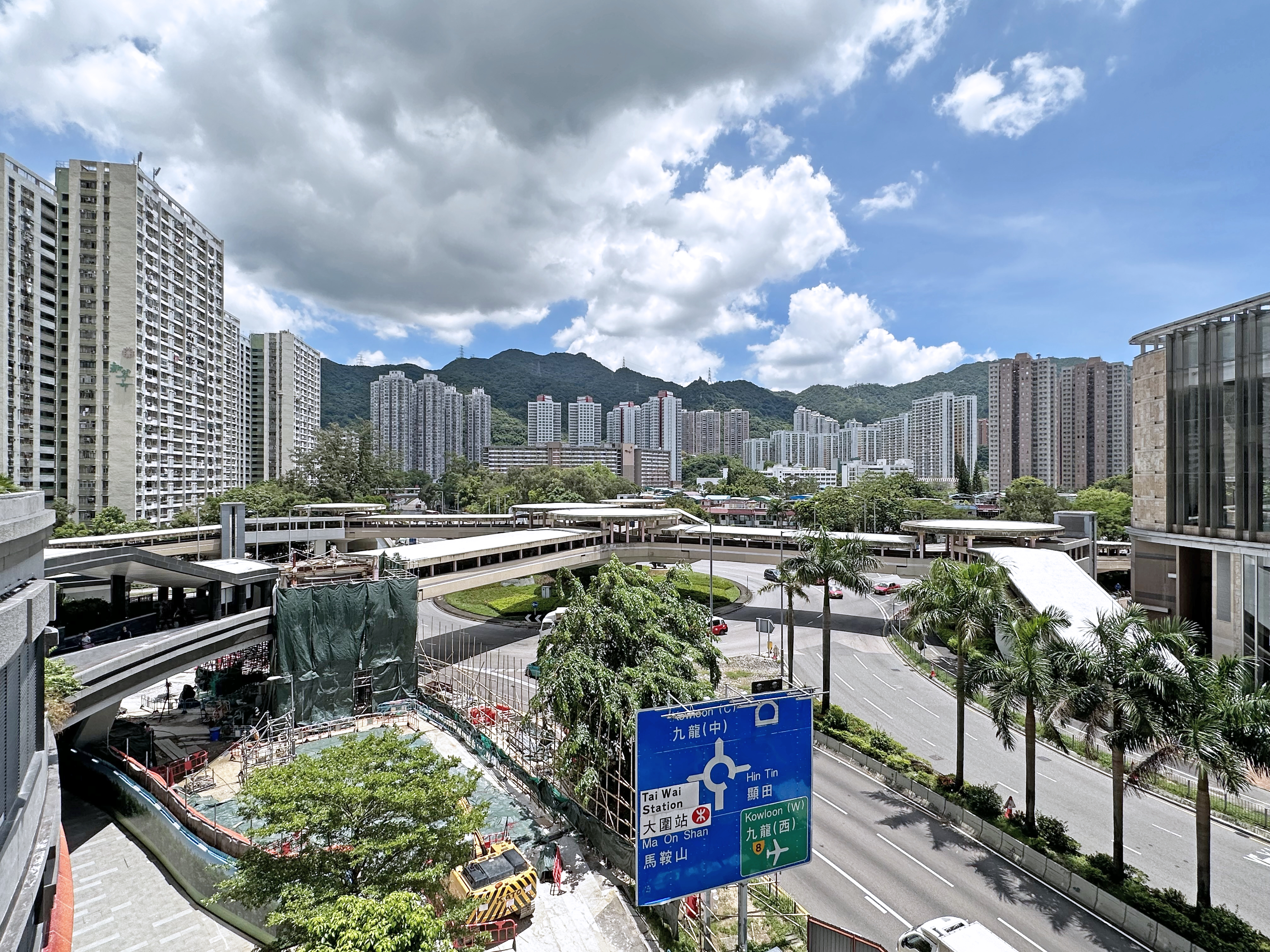
2023年7月，原有的天橋北翼已遭清拆

早在2010年物業發展前，時任沙田區議員梁永雄、沙田居民權益會代表李世鴻及環保觸覺均質疑規劃令港鐵增加商場租金收入。其後政府就拆除天橋北翼的工程刊憲，共收集了1,300多份反對意見書，均表示在刊憲前對工程毫不知情，不滿區議會沒有就工程進行諮詢。不過政府最後沒有理會沙田區議會、地區組織及居民訴求，於2011年11月為工程刊憲。
自從商場在2022年12月28日開放後，俗稱「八爪魚天橋」的美田路和車公廟路行人天橋北端的行人及單車通道被圍封及拆卸，天橋只能駁入商場二樓，令市民出入被迫繞路，原先路程只需要20秒左右，現在卻需要1分多鐘，加上連接商場和天橋設16級樓梯，引起居民不滿，要求重開行人天橋原有出入口。地區組織「沙田交通關注組」表示，原先「八爪魚天橋」有蓋連接地面，但現在改為接駁商場後，雖然設有有蓋斜道，惟斜道較迂迴，大部分市民選擇走的樓梯通道為露天位置，加上商場連接地面和二樓通往天橋的扶手電梯啟用後，曾經損壞而停用數次，市民要大排長龍使用兩部升降機，擔心臨近農曆新年期間會有大批市民經大圍站前往車公廟，屆時或會「迫爆」商場。不過港鐵指出為配合整體綜合發展項目的發展，需要進行一系列的道路工程計劃，當中包括行人天橋，認為可“優化周邊緊接的道路及行人網絡”。港鐵又指早在2010年已經諮詢沙田區議會，並在同年刊憲，而發展商亦需要根據刊憲內容及地契條款，於期限內拆卸行人天橋部分範圍。但事實上每逢繁忙時間扶手電梯和升降機均出現現排隊情況，引起市民不滿。其後新民黨及公民力量的成員曾經設立街站收集居民聯署，要求保留原有通道，立法會議員李梓敬認為目前階段不應拆卸，並就永久保留再作諮詢。不過該處已經搭棚和圍上綠網，正進行清拆工程。港鐵表示“將按刊憲內容及地契條款於期限內進行相關工程”。李梓敬亦在立法會會議就有關問題提問運輸及物流局局長林世雄，不過林引用商場發展商（港鐵）的交通顧問和運輸署所提交的人流調查結果，認為目前可應付該處人流，而承建商需於2023年9月30日或之前完成改建八爪魚天橋，並無回應會否保留。
到同年3月15日，沙田區議會討論有關問題，運輸署稱從交通運輸角度可以接受，又指2010年未見有公眾提出對天橋接駁的方法有特別意見。地政總署高級產業測量師被問否可修改地契，容許港鐵無須按條款拆卸出入口，她稱以個人理解可作修訂。而多名區議員批評2010年的文件未全面交代設計，而當年民間團體收集逾5,000個簽名反對，亦認為沒有拆卸的急切性，促當局重新諮詢是否應該拆卸。不過發展商港鐵並無理會民間意見，如常進行清拆工程。到同年5月16日區議會會議討論有關問題，但港鐵未有派代表出席，多名議批評港鐵不尊敬議會和拒接納意見。而6月30日的區議會會議，區議員衛慶祥指早前曾與政府各門及港鐵到現場視察期間，表明建議保留通道「讓市民用腳去投票」，不過各部門代表避而不談。

### 保安喝令送貨員須以「躝」或「爬」方式進入商場
2023年11月4日上午，一名送貨員駕駛電單車準備進入商場停車場時，因停車場入口車路中心有一穿著反光衣的工程人員背對著司機行走，司機善意響號提醒那工程人員注意，但該人員隨即大聲喝斥正駕駛電單車的送貨員，司機遂被逼停車。隨後，該送貨員進入停車場領取貨單後，回到停車場入口作出投訴，該人員則召集一群身穿黑西裝的保安人員到來包圍該送貨員，並作出各種威嚇及辱罵。其中一名身穿西裝並佩戴眼鏡的保安則突然疾言厲色大罵：「你而家係咪要報警？」。又喝令送貨員：「同我躝啦！…唔識躝咪爬囉！」，該保安同時更指著西裝胸前印有自己名字的名牌，大聲對送貨員說：「隨便！隨便！」，表示不怕被送貨員記下名字作出投訴。
2023年11月5日晚上，經《東張西望》報道事件後，港鐵表示已極速完成調查事件，暫時停止兩名相關職員在圍方的職務，同時亦已提醒前線員工遵從工作守則，以及加強相關培訓，重申港鐵商場一向對於前線員工的工作及服務水平有既定要求。但沒有交代該兩名員工會否復職或仍否在職。
2023年11月6日，網絡創作歌手晴天林發佈有關事件的二次創作歌曲《圍方傳說》，上載兩小時已有約三萬人次收看，並獲得約五千人讚好。
2023年11月7日，圍方保安及顧客服務承辦商、涉事保安所任職的城市護衛有限公司回應傳媒查詢時表示，兩名涉事職員已離職，又稱對是次事件及對圍方引起公眾迴響深感抱歉，並向涉事電單車司機致歉。有傳兩名保安員轉職至葵芳新都會廣場，但商場方在社交網站否認。

## 其他事件

### 開業初期暴力事件
2023年7月24日，商場剛剛開業第3天，發生顧客打鬥事件。一名64歲婦人在商場內被兩男女襲擊，兩男女事後離去。事件中婦人眼角受傷流血和表示心口痛等，救護員到場後協助治理。警方將案件列作襲擊致造成身體傷害，正追查兩名年約30至40多歲男女下落。

## 鄰近地方
- 香港伍倫貢學院
- 新翠邨
- 東莞工商總會張煌偉小學
- 五育中學
- 名城
- 海福花園
- 富嘉花園
- 大圍站
- 文禮閣
- 沙田車公廟
- 翠田街足球場